# Malagassa
Malagassa is een geslacht van rechtvleugeligen uit de familie Episactidae. De wetenschappelijke naam van dit geslacht werd voor het eerst geldig gepubliceerd in 1903 door Henri de Saussure.

## Soorten
Het geslacht Malagassa omvat de volgende soorten:
- Malagassa appendiculata Chopard, 1951
- Malagassa basidentata Chopard, 1952
- Malagassa bidens Descamps, 1969
- Malagassa coniceps Saussure, 1903
- Malagassa leptotes Brancsik, 1893
- Malagassa mucronata Descamps, 1965
- Malagassa tridens Rehn & Rehn, 1945
- Malagassa tsaratananae Descamps, 1969